# Pau Montserrat
Pau Montserrat (Barcelona ? - 1759) fou mestre de capella de la Basílica de Santa Maria del Mar de Barcelona des de l'any 1745, quan succeí a Salvador Figueres Va mantenir aquest càrrec fins a la seva mort el 1759. Durant el temps que va treballar de mestre de capella a la Basílica de Santa Maria del Mar ocupà un lloc d'importància en la vida musical catalana. Compongué música religiosa en llatí i en llengua vernacla.

## Obra
A l'arxiu de l'Església de Sant Pere i Sant Pau, Canet de Mar

- I Càntic per a 6 veus i Ac / i b M. I Cor: Ti 1/2; II Cor: Ti, A, T, B; Ac (x) (Nunc dimittis...) Segon quart s. XVIII. Incomplet
- II Càntic per a 6 veus i Ac / Si b M. I Cor: Ti 1/2; II Cor: Ti, A, T, B; Ac (x) (Nunc dimittis...) Segon quart s. XVIII. Complet
- III Càntic per a 8 veus i instruments / Si b M. I Cor: Ti 1/2, A, T; II Cor: Ti, A, T, B; Vl 1/2, B als Vl, Ac (x) (Nunc dimittis...) Segon quart s. XVIII. Complet
- IV Completes per a 8 veus i instruments / Fa M. I Cor: Ti 1/2, A, T; II Cor: Ti, A, T, B; Vl 1/2, B als Vl, Ac (x) (Fratres sobrii es tote...) Segon quart s. XVIII. Complet
- V Duo al Ntº del Señor / Aladas inteligensias amb Ac / Fa M. Ti 1/2; Ac (x) (Aladas inteligensias...) 1736 Complet
- VI Gradual per a 4 violins i instruments / A Stª Cecilia / Do M. Ti, A, T, B; Vl 1/2, Ac als Vl, Ac Cº (x) (Audi filia...) 1736. Complet
- VII Motet Benedictus qui venit / per a 1 violí i instruments / Do m. A; Vl 1/2, Baxo, Ac (x) Complet
- VIII Motet (Cantantibus organis...) (Benedictus qui venit...) per a 1 violí i instruments / Sol M. Ti; Fl ó Vl 1/2, Baxo, Ac (x) Segon quart s. XVIII. Complet
- IX Motet (A Stª Cecilia / Cantantibus organis) per a 1 violí i instruments / Fa M. Ti; Vl 1/2, Ac "A los Vl", Ac Cº (x) 1736. Complet
- X Motet per a 1 violí i instruments / Sol M. A; Fl 1/2 o Vl 1/2, B als Vl, Ac (x) (Cenantibus illis...) Segon quart s. XVIII. Complet

A l'Arxiu Històric de l'Arxidiòcesi de Tarragona

- Antífona Domine ad adjuvandum...) per a 8 violins i instruments / Fa M. I Cor: Ti, C, T, Baxo; II Cor: Ti, A, T, B; Vl 1/2, Tpa 1/2, Ac-Vó (x), Ac-C (x), Org (x) (1741. Complet)